# 모리카와 아야카
모리카와 아야카(일본어: 森川 彩香, 1996년 3월 24일 - )는 일본 여성 아이돌 그룹 전 AKB48 팀A의 멤버이다.
사이타마현 출신. 해리 HeaRTS 엔터테인먼트 소속.